# シャルル・ジャック
シャルル・ジャック（Charles-Emile Jacque、1813年5月23日 - 1894年5月7日）はフランスの画家、版画家である。「バルビゾン派」の画家の一人とされる。家畜を題材にした絵や農民の姿を描いたことで知られる。

## 略歴
パリに生まれた。17歳で地図出版社で製版技術を学び始めるが、すぐに陸軍に徴兵され、ベルギー独立革命の間アントウェルペンに駐留した。1835年に軍務を終え、独学で画家になり風景画や農民の生活を描き始めた。1836年から1838年までロンドンで働き、出版物の挿絵版画を製作する仕事をした。
1849年にパリでコレラの流行のため、ジャン＝フランソワ・ミレーとともにバルビゾン村に移住し、ミレー、テオドール・ルソーと交流した。家畜を題材にした絵で知られる。版画の分野で17世紀のフランドルの版画家、アドリアーン・ファン・オスターデ（1610年-1685年）の作品に影響を受けて、フェリックス・ブラックモン（Félix Bracquemond）やフェリックス・ビュオ (Felix Buhot)といった版画家とともに版画技術の再興を成し遂げた。
2人の息子、エミール・ジャック（Émile Jacque:1848-1912）、フレデリク・ジャック（Frédéric Jacque :1859-1931）も画家、イラストレータとなった。孫のマルセル・ジャックも画家となり、バルビゾンのテオドール・ルソー美術館（Musée Théodore Rousseau）の館長を務めた。

## 作品

### 油絵

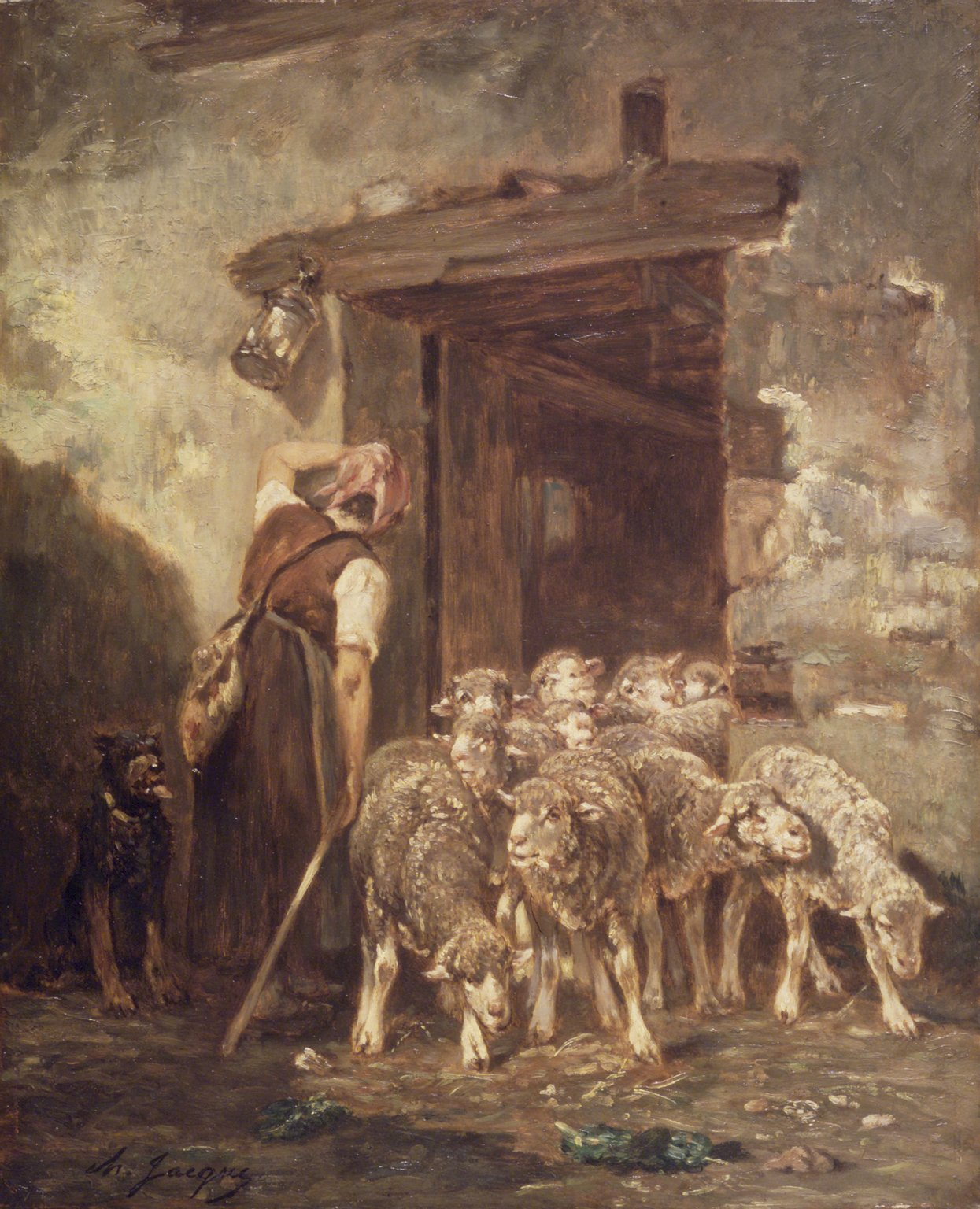
羊を柵から出して(1880s)
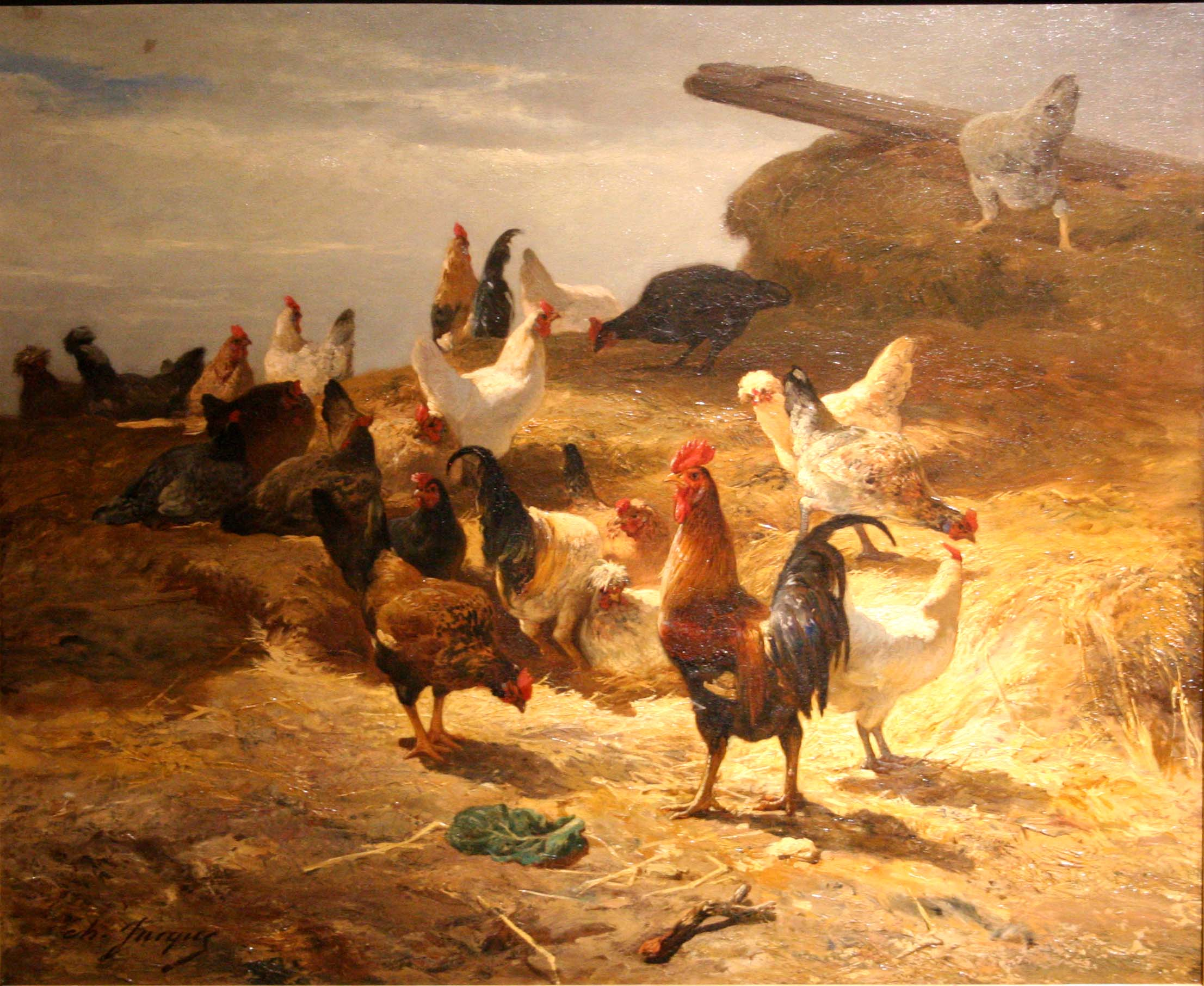
"Une basse-cour"
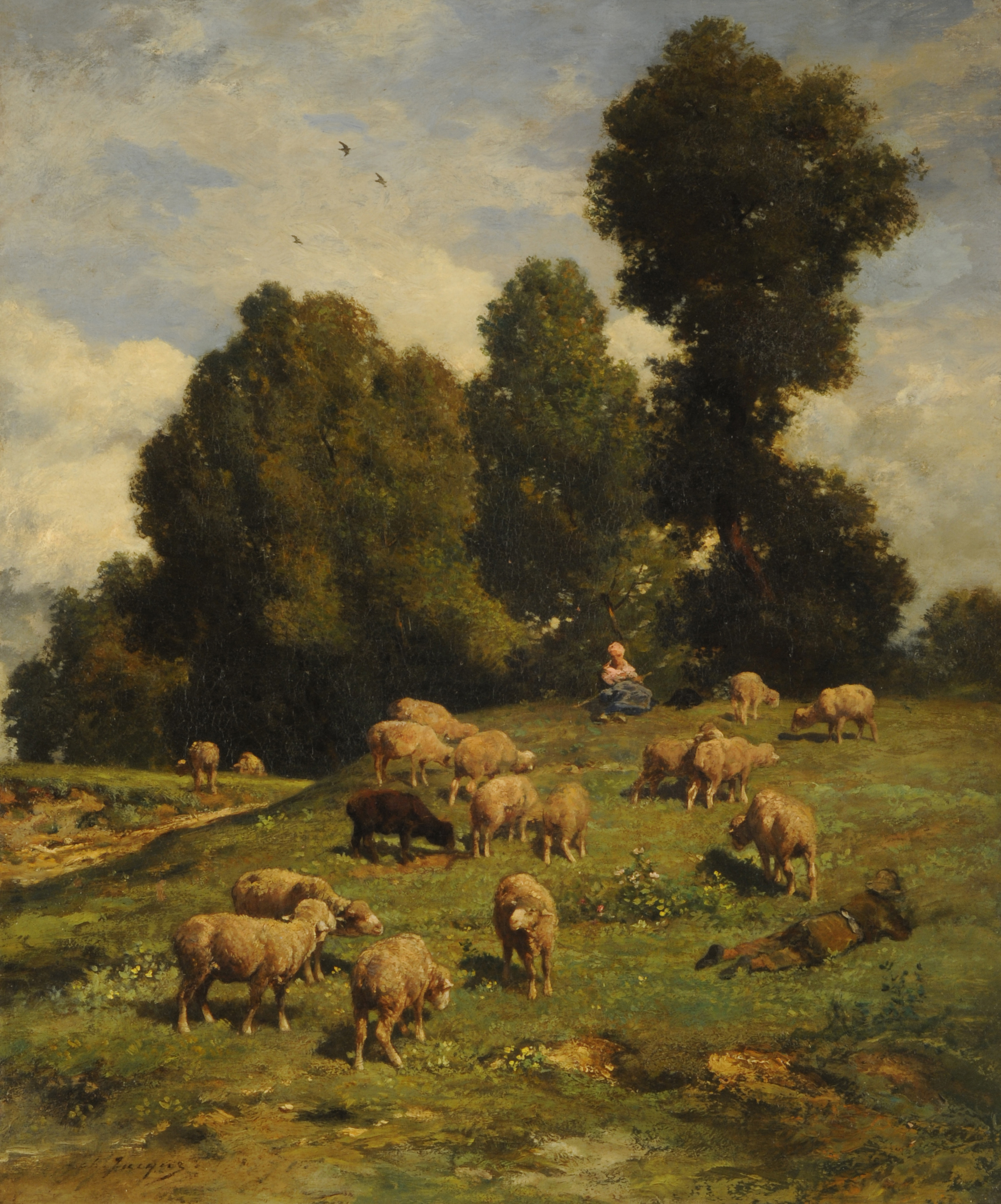
牧草地の羊(1871)
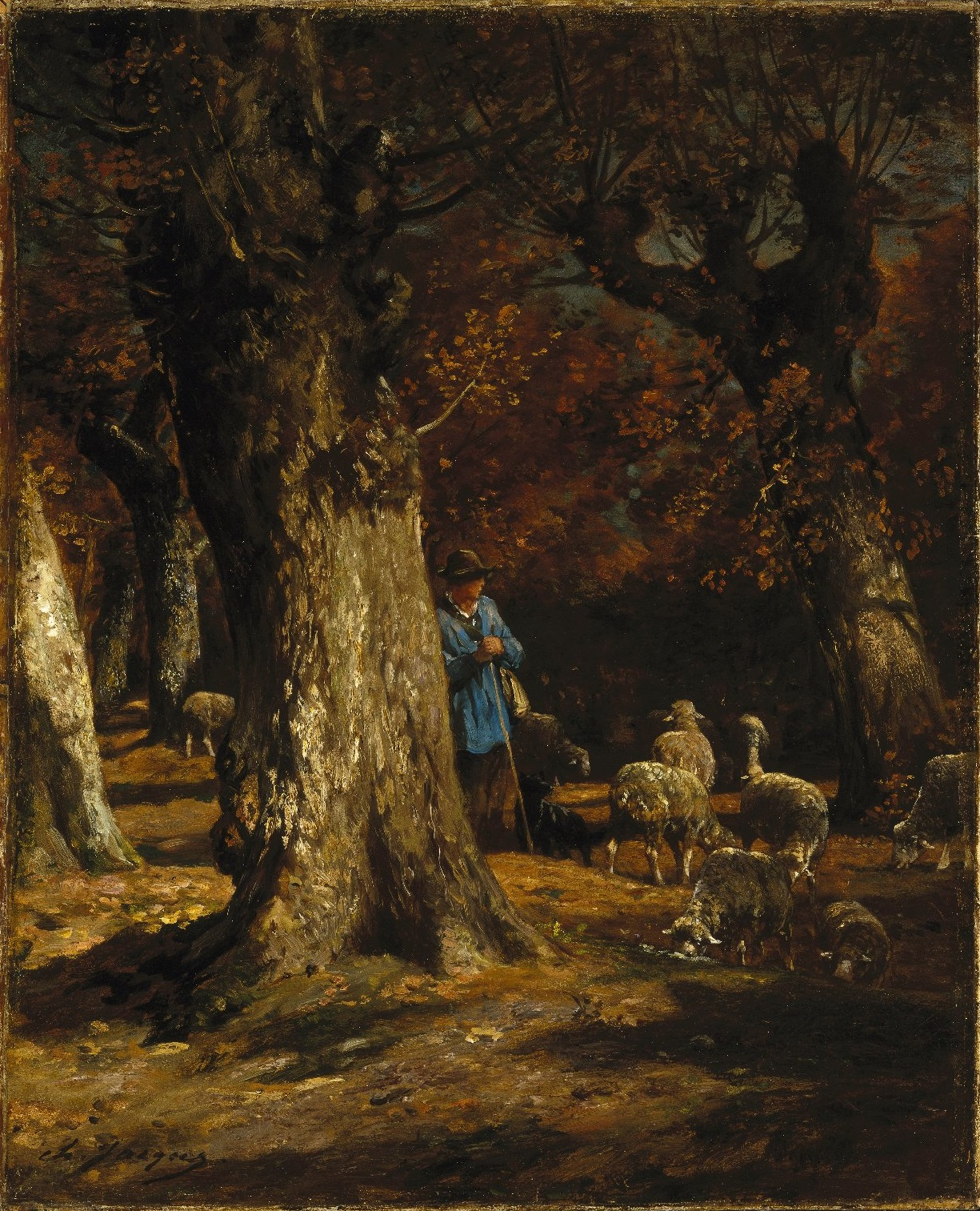
"The Old Forest"

### 版画

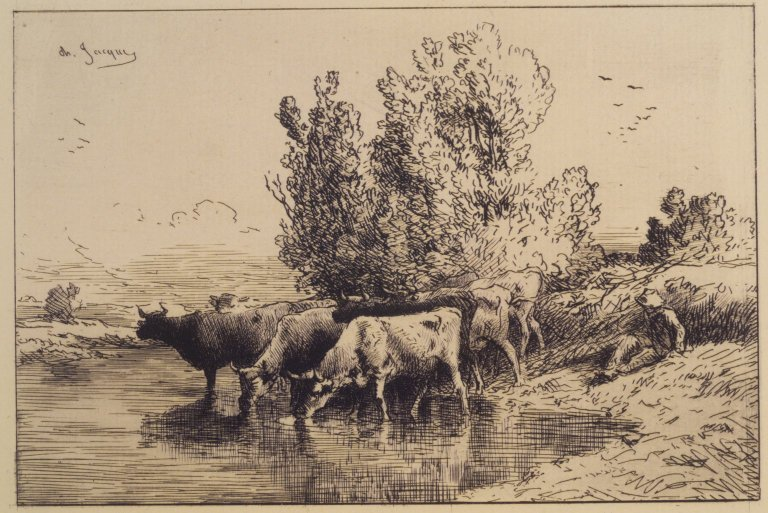
牛
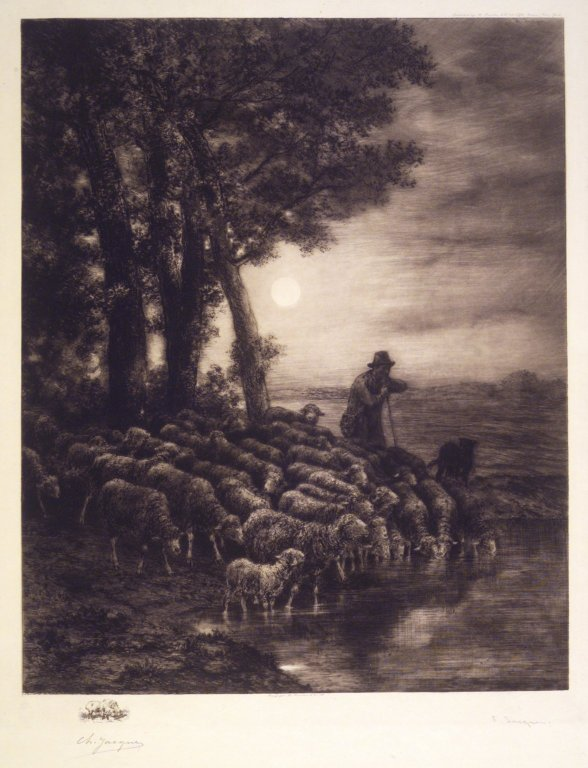
月光
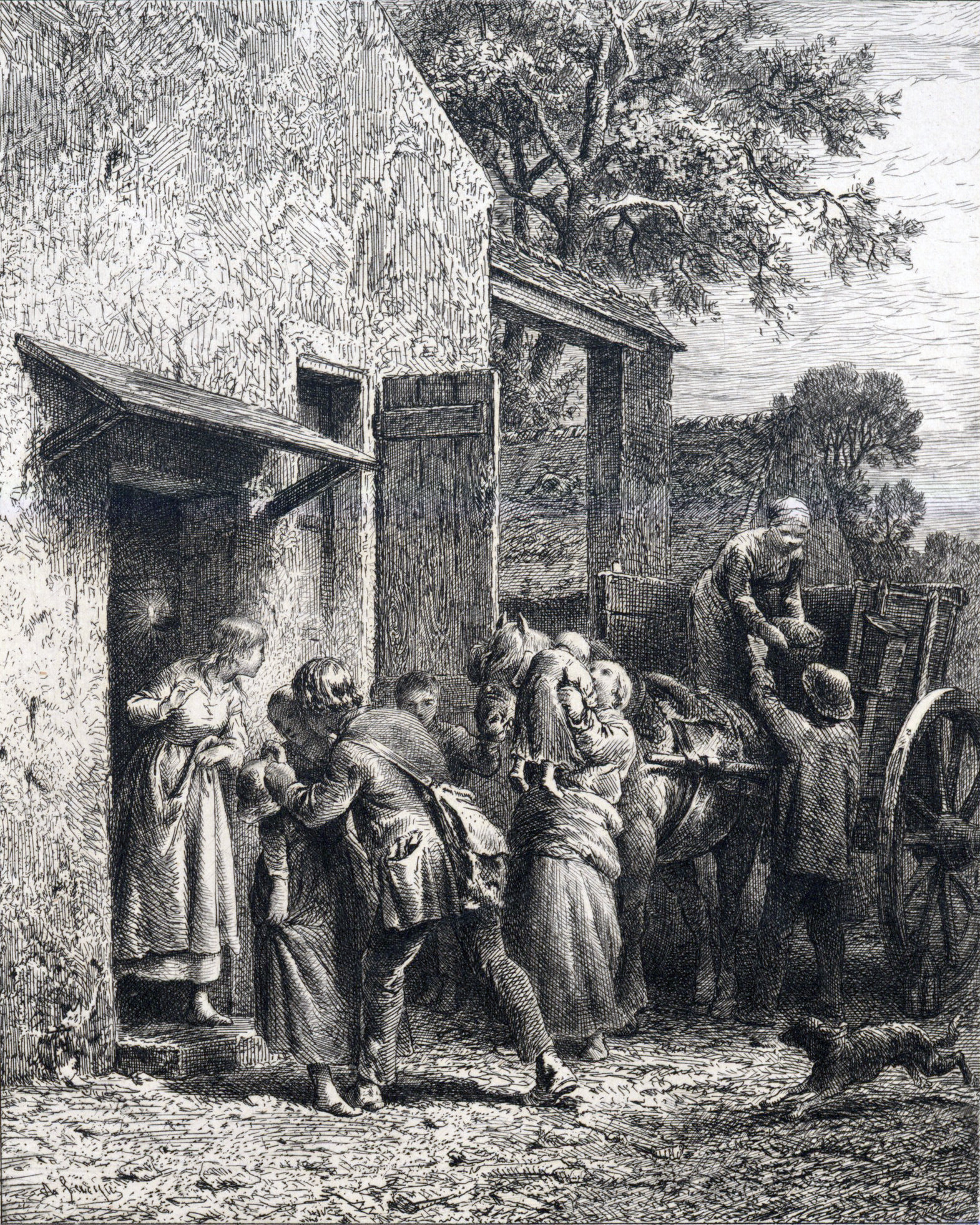
"Source de l'Albarine"
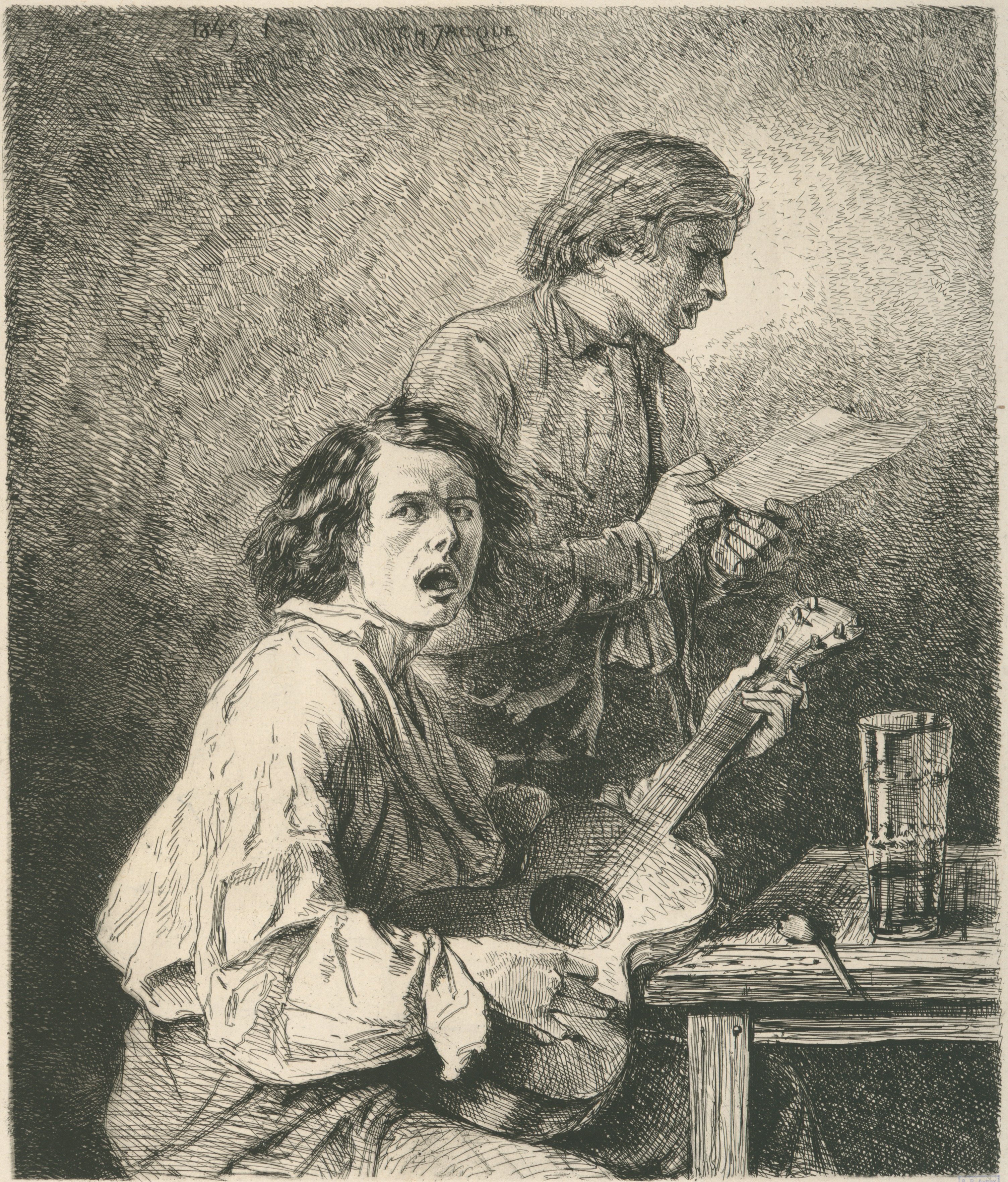
歌手